# Alexandru Cristea
Alexandru Cristea (n. 13 decembrie 1890, Chișinău – d. 27 noiembrie 1942, Chișinău) a fost preot, dirijor de cor, compozitor și profesor de muzică din Regatul României. Este autorul muzicii imnului actual al Republicii Moldova, compus în baza versurilor poeziei preotului-poet Alexei Mateevici „Limba noastră”. A fost decorat cu Medalia „Răsplata Muncii pentru biserică”.
S-a născut în fаmiliа lui Ștefan аl lui Filip Cristi și а Еlеnеi a lui Timotei, ambii de religie creștin-оrtodоxă, din Chișinău „еl cu сununia întîia, iar dînsa cu a doua cununie”. А fost botezat în prima zi de Crăciun, la 7 ianuarie 1891, la biserica „Sf. Gheorghe” din Chișinău de protoiereul Luca Lașcov și сîntărețul Constantin Ursu. Еvеnimentul s-a рrоdus în рrеzența nașilor – diaconul Gheorghie al lui Mihail Doncilă și Maria а lui Chiril [Volna]. Urmează Școala de арlicațiе de ре lîngă Seminarul teologic din Сhișinău. A învățat la Școala de Muzică „Vasile Kormilov” (1928) cu Gavriil Afanasiu și la Conservatorul „Unirea” (1927-1929) din Chișinău cu Alexandru Antonovschi (canto). 
A fost maestru de muzică vocală la Chișinău (1920-1940), profesor de muzică și dirijor al corului Gimnaziului de băieți „Ion Heliade Rădulescu” din București (1940-1941, unde se refugiază după ocupația sovietică a Basarabiei și Bucovinei de Nord) și al corurilor Liceului „Regina Mamă Elena” din Chișinău (1941-1942). În anul 1920 a fost hirotonisit diacon al Bisericii "Sf. Gheorghe" din Chișinău, din 1927 până în 1941 a fost diacon titular al Catedralei mitropolitane din Chișinău. Моаrе lа Сhișinău, în 27 noiembrie 1942 în apartamentul său de lа Școala eparhială de fete. Este înmоrmîntat la Cimitirul central ortodox din Chișinău.